# Мост Аккёпрю
Аккёпрю (тур. Akköprü, осман. اق کوپری‎ — «белый мост») — исторический сельджукский мост в районе Енимахалле в Анкаре, Турция. Это самый старый мост в Анкаре, сохранившийся в хорошем состоянии. Под мостом протекает река Анкара.
Название моста Аккёпрю (в буквальном переводе с турецкого «белый мост») происходит от исторического названия этой местности — Аккёпрю, а также оттого, что при его строительстве использовались белые камни.

## История
Построен в 1222 году правителем Анкары Кызыл-беем во время правления конийского султана Кей-Кубада I. Мост пересекает реку Анкару и ранее использовался как один из торговых путей в Багдад. При Османской империи кроме торговых караванов мостом пользовались простые люди, солдаты и паломники. 8 августа 1959 года мост был зарегистрирован в качестве охраняемой городской территории и с тех пор неоднократно обновлялся и реставрировался. Во время ремонта, проведённого главным управлением автомобильных дорог Турции в 1960-х годах, покрытие было заменено бетонным и он был закрыт для движения транспортных средств. Аккёпрю, который много лет был важным транспортным маршрутом, сегодня открыт только для пешеходов.

## Архитектура
Мост Аккёпрю построен в основном из резного базальта. Мост имеет семь арок, а именно четыре больших и три маленьких арки. В 1960 году муниципалитетом города проведены исследования моста. В ходе исследований было установлено, что сооружение подвергалось воздействию растворов, содержащих цемент. Кроме того, установлено, что раньше на мосту размещались две надписи, которые под влиянием времени были стёрты. Во время одной из реставраций покрытие моста было заменено бетонным вместо каменного. В западной части моста был добавлен металлический парапет.